# Limba normandă
Acest articol este o traducere parțială a articolelor corespunzătoare de pe Wikipedia în limba engleză și Wikipedia în limba franceză.
Limba normandă (în aceasta numită normaund) este o limbă romanică din grupul limbilor galoromanice, subgrupul limbilor oïl. Este vorbită în Normandia și în Insulele Anglo-Normande de circa 50.000 la 100.000 de persoane, fiind clasată de către UNESCO printre limbile în pericol grav. Nu este standardizată ca limbă unitară, dar câteva varietăți locale au o ortografie standardizată.

## Distribuție geografică, număr de vorbitori și statut

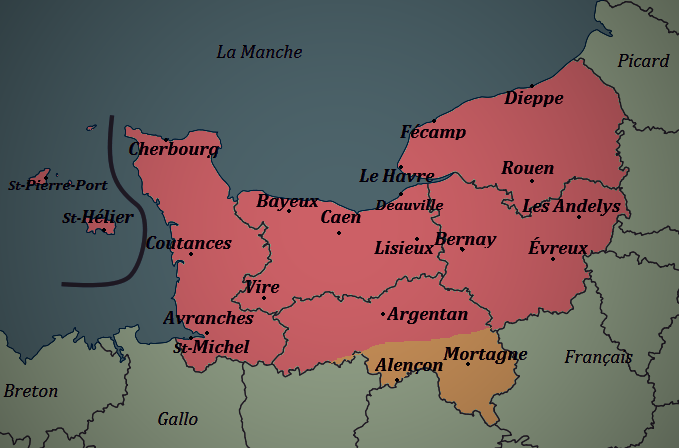
Aria de răspândire a limbii normande

Limba normandă se vorbește pe continent în regiunea Normandia din Franța, mai ales în ținuturile Cotentin și Caux, precum și în Insulele Anglo-Normande Jersey și Guernsey.
Despre numărul total de vorbitori ai normandei există numai estimări. Date exacte există numai din Jersey, unde în 2001 vorbeau varietatea locală 2.874 de persoane, iar privitor la insula Sark, în 1998 se estima că erau 20 de vorbitori ai varietății locale.
În Franța are statut oficial de limbă regională. Varietatea sa din Cotentin este predată în câteva școli din departamentul Manche.

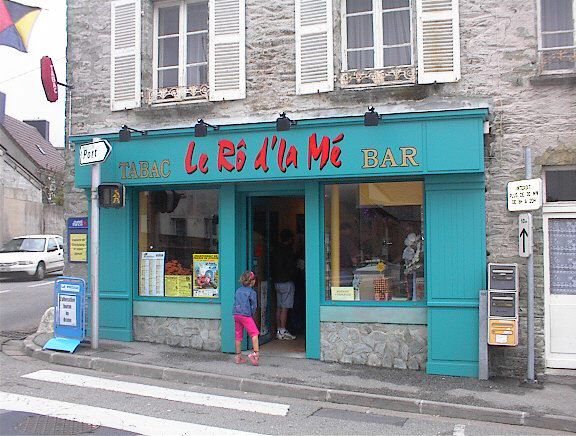
Un bar din Le Becquet, lângă Cherbourg, cu firma în limba normandă: Le Rô d'la Mé.

În Marea Britanie au un statut asemănător varietățile din Jersey și Guernsey. În Jersey, varietatea se predă facultativ în școli și este prezentă pe inscripții din spații publice. Varietatea din Guernsey este de asemenea predată în câteva școli și apare pe unele inscripții din spații publice.

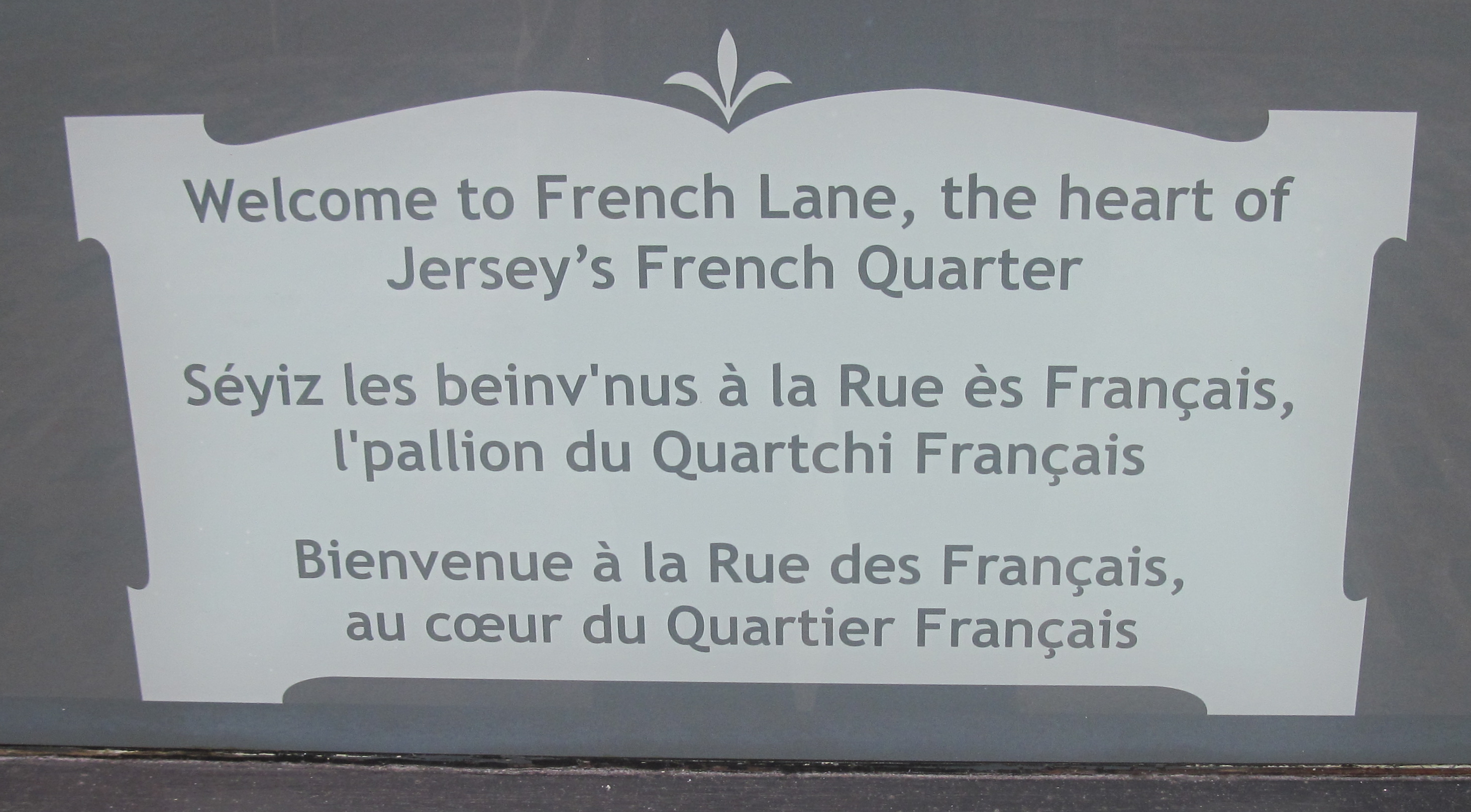
Inscripție trilingvă (engleză, normandă, franceză) în Jersey: „Bine ați venit pe strada francezilor, în inima cartierului francez”.

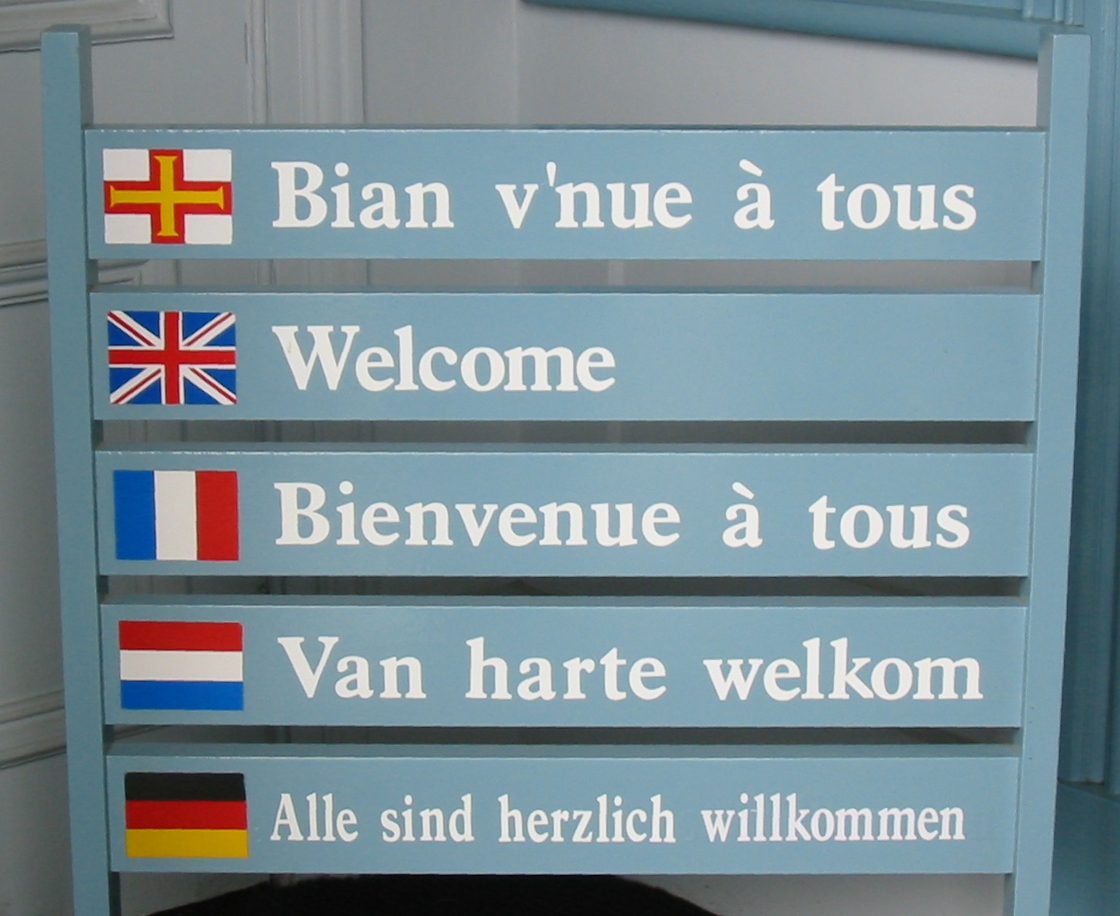
Inscripție plurilingvă (prima în normandă) la un oficiu de turism din Guernsey: „Bun venit tuturor”.

## Istorie externă
Începând cu secolul al IX-lea și până în secolul al XI-lea, în Normandia actuală și în Insulele Anglo-Normande s-au stabilit grupuri de vikingi, aducând cu ei și anglo-saxoni și înființând chiar o formațiune statală ulterior devenită ducatul Normandiei. Însuși numele regiunii vine de la altă denumire a vikingilor, normanzi. Regiunea și insulele erau deja locuite de o populație ce vorbea dialecte ale limbii romanice oïl formată în jumătatea de nord a Franței actuale. Normanzii stabiliți s-au convertit la creștinism și au fost asimilați de populația locală, adoptând și limba lor. Limba germanică a lor a constituit un suprastrat al limbii normande, influențând-o în oarecare măsură. S-au păstrat din ea circa 200 de cuvinte și unele influențe în fonetism.
Limba normandă a ajuns în Anglia în anul 1066, când această țară a fost cucerită de armata lui William al II-lea, duce de Normandia. Acolo a evoluat sub influența limbii engleze vechi, devenind o limbă numită anglo-normandă.
Limba lor oïl era vorbită și de normanzii care ajunseseră în secolul al XI-lea în Sicilia, cucerind-o și formând acolo un comitat, apoi Regatul Siciliei, care s-a extins și în partea de sud a peninsulei Italiei. În timpul primei cruciade, cavaleri în majoritate normanzi din Sicilia au cucerit o regiune astăzi aflată în nordul Siriei și sudul Turciei, unde au înființat Principatul de Antiohia, care a existat până în a două jumătate a secolului al XIII-lea.
Francezi vorbitori de normandă au emigrat în Canada, în secolul al XVII-lea și al XVIII-lea, în franceza vorbită acolo astăzi păstrându-se un număr de normandisme.
În unele varietăți locale ale limbii normande exista în Evul Mediu o bogată literatură, mai ales în anglo-normandă. Poetul Wace (secolul al XII-lea) este considerat fondatorul literaturii în idiomul din Jersey.
În secolul al XVI-lea și al XVII-lea erau scrise poezii satirice în normanda populară urbană din Rouen, publicate, printre alții, de către David Ferrand, într-o varietate bazată pe cea vorbită în ținutul Caux, sau de către Pierre Genty, în varietatea din ținutul Perche.

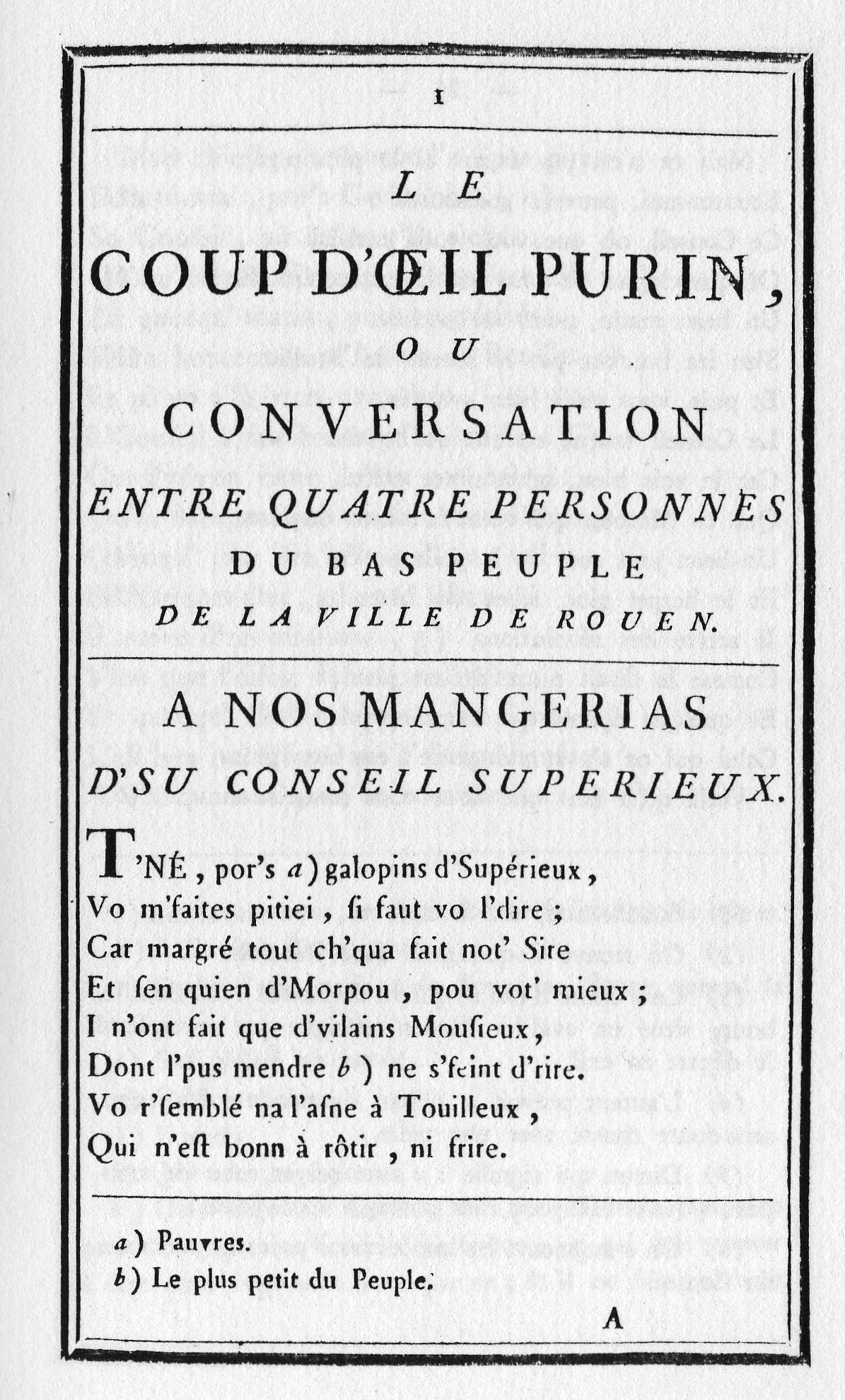
Le Coup d'œil purin, culegere de poezii satirice (1773).

Odată cu generalizarea limbii franceze ca limbă națională, impusă inclusiv prin combaterea celorlalte idiomuri vorbite în diverse regiuni ale Franței, și normanda a fost disprețuită și a început să se stingă. Tradițional a fost considerată un dialect al francezei, dar a ajuns să fie considerată patois (cuvânt cu sensul de „grai”, care a dobândit o conotație depreciativă din cauza atitudinii oficiale), la fel ca toate idiomurile regionale. Același proces s-a produs în esență și în Insulele Anglo-Normande, prin impunerea limbii engleze. Totuși, în secolul al XIX-lea, literatura în normandă a luat un nou avânt.
În Jersey s-a remarcat ca autor Robert Pipon Marett, iar în Guernsey – Georges Métivier. Victor Hugo, exilat în insule (între 1851 și 1870), considera idiomurile de acolo demne de respect și atenție. Se cunoaște un cuvânt normand auzit de el, pieuvre „caracatiță” și folosit în romanul Oamenii mării, dedicat oamenilor din Guernsey, cuvânt care a intrat astfel în franceza standard.
Și pe continent au apărut în secolul al XIX-lea și al XX-lea mulți autori care au scris în normandă, începând cu Alfred Rossel, autor de cântece, până la André Louis, care a scris primul roman în întregime în normandă (Zabeth, 1969).
Deja în 1859 a apărut primul studiu gramatical despre idiomul din Jersey, apoi, în secolul al XX-lea au apărut lucrări destinate standardizării, care nu a ajuns să fie unitară. Scriitorul Fernand Lechanteur a stabilit regulile ortografiei normandei continentale, pe baza varietății din Cotentin, în 1950. Frank Lemaitre din Jersey a publicat Dictionnaire jersiais-français (1966) apoi și alte lucrări lexicografice și manuale, iar Marie de Garis a elaborat Dictiounnaire Angllais-Guernésiais (1967).

## Varietăți regionale
Pe continent se disting următoarele varietăți:
- cea din Cotentin;
- cea din ținutul Bray, care prezintă influențe fonetice ale altei limbi oïl, picarda;
- cea din ținutul Caux, cu două variate: cea din departamenul Seine-Maritime și cea de nord, din ținutul Talou, de asemenea cu influențe fonetice picarde;
- cea din ținutul Roumois, intermediară între cea din Caux și cea din ținutul Auge;
- cea din ținutul Auge, aproape dispărută.

Normanda insulară are, pe lângă varietatea din Jersey și cea din Guernsey, varietatea de pe insula Sark, situată aproape de insula Guernsey. Tot aproape de aceasta, pe insula Alderney se mai vorbea o varietate, dispărută în secolul al XX-lea.

## Fonetism
În varietățile normandei se găsesc câteva foneme inexistente în franceză: vocala /ɘ/ în unele regiuni; consoanele /ʧ/ în jumătatea de nord a Normandiei și în insule, /ʤ/ pe același teritoriu, /ð/ numai în Jersey.
Consoana /χ/, corespunzătoare în franceză lui h aspirat, de origine germanică (în special din limba francilor), s-a păstrat în Cotentin, după unii cercetători, ca o reminiscență a suprastratului scandinav, în timp ce în franceză nu se mai pronunță, ci doar produce un hiat.
Tot referitor la sistemul consonantic, în normandă s-a păstrat consoana /k/, transcrisă c, din limba latină înaintea altor vocale decât e și i, spre deosebire de franceză, în care a evoluat în /ʃ/: la  canto „(eu) cânt” > normandă je caunte, fr  je chante.

## Gramatică
În sistemul verbal se obervă unele diferențe față de cel francez în privința folosirii unor forme temporale, de exemplu folosirea curentă a perfectului simplu și a subjonctivului imperfect, față de cea literară în franceză. De asemenea, forma de perfect simplu s-a uniformizat, având la verbele regulate din toate grupurile de conjugare aceeași vocală caracteristică și aceleași desinențe.
Ca o reminiscență sintactică germanică, în unele varietăți ale normandei, adjectivele desemnând culori se antepun substantivelor pe care le determină ca atribute: eun neir qùyin vs. fr  un chien noir „un câine negru”.

## Lexic
Lexicul limbii normande este în principal romanic, dar s-au păstrat în el circa 200 de cuvinte din limba nordică veche: hougue < haugʀ „movilă”, mucre < mykr „umed”, mielle < melʀ „dună (de nisip)”, „teren nisipos” etc.
Unele cuvinte din nordica veche au trecut în franceză și/sau în engleză prin intermediul normandei: dúnn > normandă dum, dumet > fr  duvet „puf”; vík > normandă viquet > fr  guichet, en  wicket „ghișeu”, etc.
Alte cuvinte, de alte origini, au ajuns în engleză prin intermediul normandei: caboche „căpățână” (de origine latină) > cabbage „varză”, werre > war „război” (de origine francă), castel > castle „castel” (de origine occitană) etc.
În franceza vorbită în Canada există de asemenea cuvinte normande: asteure „acum”, ichite sau icite „aici”, v'lin „venin” etc..
Lexicul normand a lăsat urme și în limba siciliană: accattari < acater „a cumpăra”, trippari < triper „a sări” etc..